# Јулија Печонкина
Иулииа Сергејевна Печонкина (рус. Юлия Серге́евна Печёнкина, рођена Носова; Краснојарск, 21. април 1978.) некадашња је руска атлетичарка која се специјализовала за трку на 400 метара са препонама и штафету 4 × 400 метара. Раније је била удата за руског спринтера Јевгенија Печонкина.
Држала је светски рекорд у трци на 400 м препоне (52,34 секунде постигнут 8. августа 2003. у Тули) који је опстајао скоро 16 година док га није оборила Далила Мухамед 28. јула 2019. Печонкина је такође држала светски рекорд у ретко трчаној штафети 4 × 200 метара у дворани (1:32,41 заједно са Јекатерином Кондратјевом, Ирином Кабаровом и Јулијом Гушчином).
Пропустила је Олимпијске игре у Пекингу 2008. и Светско првенство у Берлину 2009. Због лошег здравља одлучила је да се повуче из атлетике убрзо након Светског првенства 2007. Запослила у банкарском сектору у Подољску.
Сваке године се одржава атлетски митинг у Јерину код Подољска под називом Наградни митинг Јулије Печонкине.

## Међународна такмичења
| Представљајући Русију | Представљајући Русију        | Представљајући Русију           | Представљајући Русију | Представљајући Русију | Представљајући Русију |
| Година                | Такмичење                    | Место                           | Пласман               | Дисциплина            | Резултат              |
| --------------------- | ---------------------------- | ------------------------------- | --------------------- | --------------------- | --------------------- |
| 1996                  | Светско првенство за јуниоре | Сиднеј, Аустралија              | —                     | 400 м препоне         | Одустала              |
| 1996                  | Светско првенство за јуниоре | Сиднеј, Аустралија              | 6.                    | 4 × 400 м             | 3:37.34               |
| 2000                  | Олимпијске игре              | Сиднеј, Аустралија              | 16.                   | 400 м препоне         | 56.58                 |
| 2001                  | Светско првенство у дворани  | Лисабон, Португалија            | 1.                    | 4 × 400 м             | 3:30.00               |
| 2001                  | Светско првенство            | Едмонтон, Канада                | 2.                    | 400 м препоне         | 54.27                 |
| 2001                  | Светско првенство            | Едмонтон, Канада                | 3.                    | 4 × 400 м             | 3:24.92               |
| 2002                  | Европско првенство у дворани | Беч, Аустрија                   | 5.                    | 400 м                 | 52.91                 |
| 2003                  | Светско првенство у дворани  | Бирмингем, Уједињено Краљевство | 1.                    | 4 × 400 м             | 3:28.45               |
| 2003                  | Светско првенство            | Париз, Француска                | 3.                    | 400 м препоне         | 53.71                 |
| 2003                  | Светско првенство            | Париз, Француска                | 2.                    | 4 × 400 м             | 3:22.91               |
| 2004                  | Олимпијске игре              | Атина, Грчка                    | 8.                    | 400 м препоне         | 55.79                 |
| 2005                  | Европско првенство у дворани | Мадрид, Шпанија                 | 1.                    | 4 × 400 м             | 3:28.00               |
| 2005                  | Светско првенство            | Хелсинки, Финска                | 1.                    | 400 м препоне         | 52.90                 |
| 2005                  | Светско првенство            | Хелсинки, Финска                | 1.                    | 4 × 400 м             | 3:20.95               |
| 2007                  | Светско првенство            | Осака, Јапан                    | 2.                    | 400 м препоне         | 53.50                 |